# Anjou (Isère)
Anjou is een gemeente in het Franse departement Isère (regio Auvergne-Rhône-Alpes). De gemeente telde 1.023 inwoners op 1 januari 2022.

## Geografie
De oppervlakte van Anjou bedroeg op 1 januari 2022 5,03 vierkante kilometer; de bevolkingsdichtheid was toen 203,4 inwoners per km².

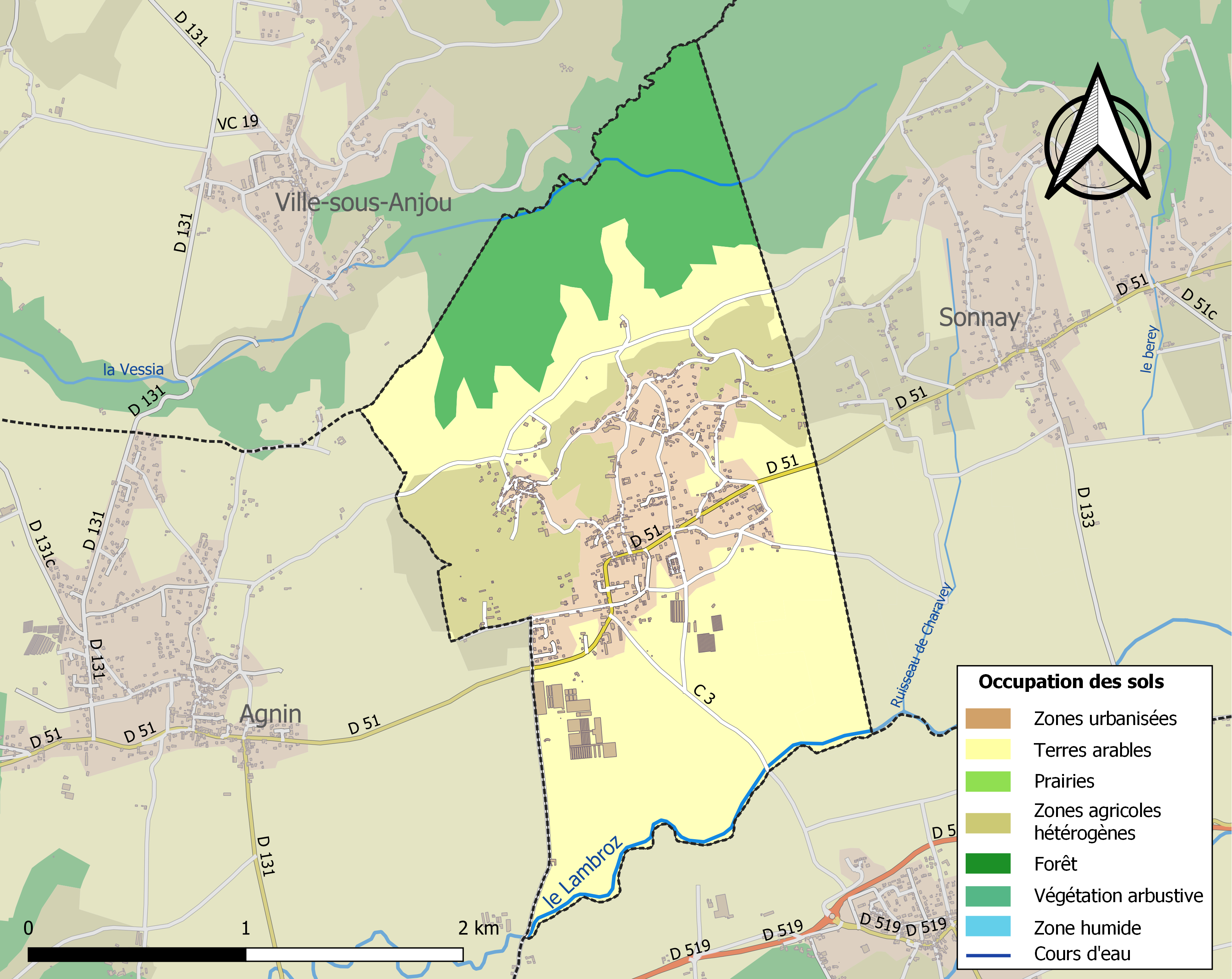
Kaart van de gemeente met de belangrijkste infrastructuur, bodemgebruik en omliggende gemeenten

## Demografie
Onderstaande figuur toont het verloop van het inwonertal (bron: INSEE-tellingen).